# Culture des céréales dans les années 1840
Cet article présente l'histoire de la culture des céréales au XIXe siècle.

## Années 1840
Le prix constaté du blé évolue en forte baisse au cours de la décennie en France, selon l'économiste Jean Fourastié, mais ils bondissent de 50 % entre 1846 et 1848. L'abolition des Corn Law en Angleterre facilite l'exportation des céréales de la mer Noire vers Londres, et le Lloyds Autrichien s'est lancé cette année-là dans la navigation à vapeur.
| Années                                     | 1840 | 1841 | 1842 | 1843 | 1844 | 1845 | 1846 | 1847 | 1848 | 1849 |
| Prix observé du quintal de blé (en francs) | 28,4 | 24,9 | 25,4 | 27,4 | 26   | 26,4 | 31,7 | 38,2 | 21,8 | 20,2 |
| Prix réel (ajusté du salaire horaire)      | 149  | 138  | 150  | 171  | 140  | 143  | 171  | 207  | 118  | 106  |

En 1847, la mauvaise météo cause une pénurie en France, en Irlande et en Angleterre, générant un courant d'exportations d'Amérique, où l'on suit de près les estimations du journal de référence en Europe, le "London Mark Lane Express". Selon ses calculs, la mer Noire est en Europe le principal centre d'exportations de blé et la Russie domine toujours le marché.
| Exportations          | Russie (mer Noire) | Russie (Danube) | Russie (Nord) | Égypte, Syrie | Prusse, Danemark |
| Millions de boisseaux | 16                 | 12              | 4             | 4             | 1,6              |

Les statistiques du département de l'Agriculture des États-Unis montrent de leur côté que le blé reste marginal dans la production américaine, avec 16 % derrière le maïs (59,6 %) et l'avoine (19,3 %) :
La production de céréales aux États-Unis en 1847 :
| Céréale               | Blé    | Maïs | Avoine | Orge  | Seigle | Sarrasin | Total |
| Millions de boisseaux | 514    | 139  | 167    | 29    | 5,6    | 11,6     | 866,2 |
| Part en %             | 59,6 % | 16 % | 19,3 % | 3,3 % | 0,6 %  | 1,3 %    |       |

#### Seigle, Méteil, blé et maïs, les équilibres divers qui changent après 1850

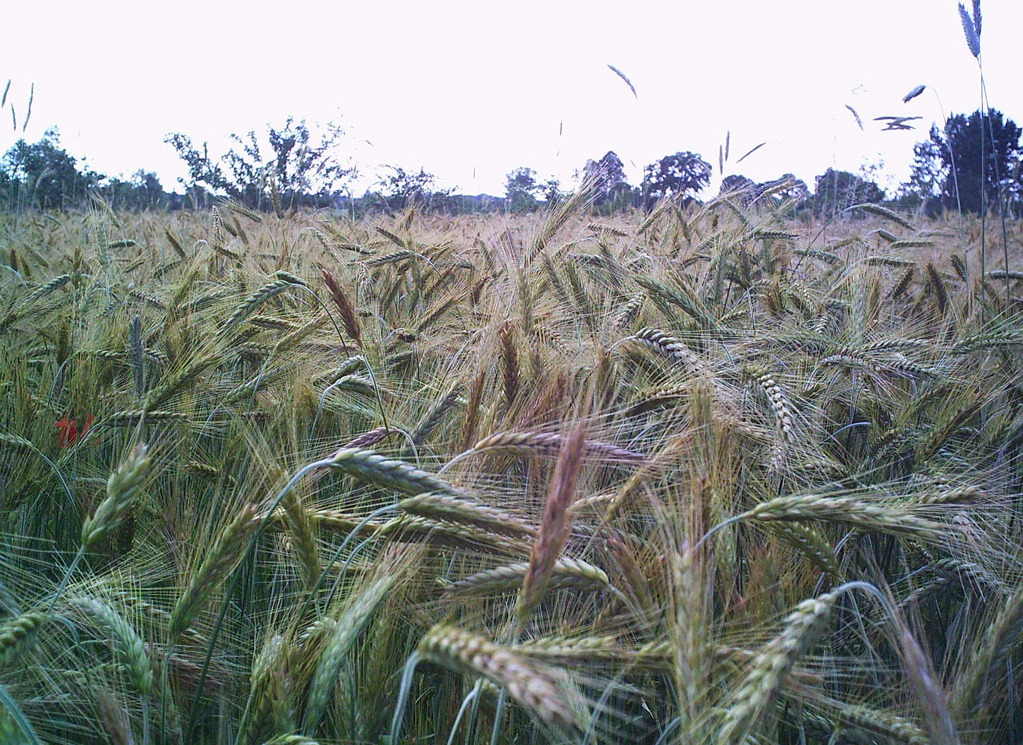
Champ de seigle.

Le « pain de seigle » est l’aliment de base au milieu du XIXe siècle en Russie, premier producteur mondial, mais avec des rendements faibles, et même inférieurs de 10 % à 15 % à ceux du blé dans d'autres pays d'Europe de l'Est, où le seigle est plus marginal et exploité moins intensivement. Quelques gros producteurs de seigle comme l'Allemagne affichent au contraire des rendements élevés.
En France, l'avoine et le seigle sont autant cultivés que le blé en 1840. Le Méteil de seigle/blé occupe 6 % des surfaces céréalières soit 887 000 ha, au rendement moyen de 11,1 hl/ha, dépassant ceux du froment (10,25 hl/ha) et du seigle (8,5 hl/ha). Il donne une farine inégale et requiert une date de récolte intermédiaire, en fin de période de récolte du seigle et au tout début de la période de celle du blé, mais permet de valoriser les terres moyennes, pas assez riches pour le blé, mais suffisamment pour que l'on hésite à se résoudre à n'y faire pousser que du seigle. Stable jusqu'en 1840, il décline après.
Les céréales en 1840 en France :
| 1840 en France       | Blé          | Avoine      | Seigle       | Orge        | Méteil       |
| Hectares cultivés    | 5,6 millions | 3 millions  | 2,6 millions | 1,2 million | 0,91 million |
| hectolitres récoltés | 70 millions  | 28 millions | 16 millions  | 12 millions |              |

Le blé est la céréale dont les rendements et les surfaces vont le plus progresser, prenant l'avantage sur le seigle et le maïs à la faveur du boom du chemin de fer des années 1850. Le maïs sera de plus en plus marginal : en 1867, il représente moins de 2,5 % de la production française de céréales.
En Europe, le maïs est encore marginal car principalement cultivé dans les pays du Sud, peu avancés, aux rendements faibles. Les États-Unis sont de très gros producteurs de maïs dès leurs débuts. Ses rendements stagnent durant les premières décennies du XIXe siècle, puis profitent de la sélection des semences et d'une immense expansion territoriale d'abord la vallée de l'Ohio, puis dans le Midwest, quand le canal Illinois et Michigan, créé en 1848 l'Illinois Waterway, reliant les Grands Lacs au golfe du Mexique. Son importation en Angleterre est proposée dès 1842 par un mémoire du journaliste John S. Bartlett.

### L'Ontario dopée par le silo-élévateur de Buffalo et le blé de Printemps
Sanglantes et réprimées par les Anglais, les rébellions de 1837-1838, sur fond de crises céréalières dans le Bas-Canada et le Haut-Canada, entraînent l'annexion du premier par le second, via l'Acte d'Union (1840). Un nouveau Parlement de la province du Canada doit gérer l'antagonisme entre fermiers ontariens marchands de Montréal, les seconds exigeant de pouvoir acheter plus de grains aux États-Unis, en particulier l'hiver, quand Montréal est bloqué par les glaces alors que les prix du blé montent car la moisson est déjà vendue.
Les négociants canadiens achètent des céréales de la vallée de l'Ohio puis des rives du lac Michigan, reliés à l'océan Atlantique par le Mississippi ou le canal Érié. La Banque de Montréal leur avance les fonds nécessaires, contre des garanties. Parmi eux, la famille du brasseur québécois John Molson (1787-1860), depuis 1837 président du chemin de fer Champlain et Saint-Laurent. La Banque de Montréal se retrouve ainsi propriétaire de propriétés foncières hypothéquées à Chicago et dans le Michigan.

Les cultivateurs de l'Ontario veulent de leur côté profiter du doublement de la population américaine entre 1820 et 1840, à 17 millions d'habitants selon le recensement, via l'urbanisation rapide de la côte est. La dépression agricole de 1834 est oubliée et le canal Welland relie depuis 1829 lac Érié et lac Ontario, mettant le marché new-yorkais, en pleine croissance, à seulement 500 km, via un canal Érié décongestionné depuis 1832 par le canal Evans (en). En 1842, l'écossais Dave Fife commence à cultiver à Peterborough (Ontario) le « blé 'Red Fife' », qu'un ami lui a donné à Glasgow, en provenance d'un chargement arrivé de Gdańsk. Ce blé de printemps d'Ukraine, plus adapté au rude climat ontarien que le Siberian, est récolté dès l'automne et se fait un nom chez les boulangers des États-Unis.
Un gros coup de pouce vient du silos-élévateurs à grains, inventé en 1842 par Joseph Dart pour accélérer le transbordement entre les navires du lac Érié et les péniches du canal Érié, de taille très différentes, auquel 500 irlandais s'épuisent à Buffalo. Encore plus haut que ceux des marchands de la Hanse, ce silo recourt à la vapeur et se distingue par un "bras" écoulant directement le grain sur les navires. La cargaison d'un schooner, soit 5000 boisseaux de blé, peut être déchargée en peu de temps, lui permettant de repartir vers sa destination d'origine. Les aller-retours entre Buffalo et l'Ohio deviennent deux fois plus rapides. Chaque vendeur ou acheteur peut louer une part du silo séparément, ce qui permet la mutualisation des coûts. Dès 1843, 70 navires l'utilisent, le schooner South America étant le premier à charger du maïs le 22 juin. L'année suivante, 4 millions de boisseaux de blé y transitent, contre une moyenne d'un à deux millions les 8 années précédentes. En 1847, des silos identiques sont installés à Brooklyn et Toledo, puis en 1848 à Chicago, remplaçant le premier bâti dans la ville en 1839. En 1851, c'est Oswego, Fort Wayne et Detroit, puis Milwaukee en 1853. Il faudra cependant attendre encore vingt ans pour le voir à La Nouvelle-Orléans. L'ingénieur écossais Robert Dunbar (en), associé de Joseph Dart, l'installe très vite à Liverpool, Hull, et à Odessa, en Russie.
Le Royaume-Uni réagit immédiatement pour conserver les céréales du Canada en les exonérant dès 1842 de tout droit de douane et en relançant en 1843 l'agrandissement du canal de Lachine à Montréal. La plupart des céréales transitant par Montréal étaient d'origine américaine en 1841, mais dès 1845, l'Ontario représente la moitié des 4 millions de boisseaux exportés, puis en 1850 la totalité des 6 million de boisseaux. Le volume moyen exporté par ferme ontarienne passe de 45 boisseaux en 1845 à 80 boisseaux en 1850. En 1848, l'Ontario compte 43000 exploitations agricoles mais seulement 7900 laboureurs. C'est le grand problème de tous les cultivateurs estime dès 1846, le Toronto Mirror. Les fermiers ontariens perdant en 1846 leur traitement de faveur sur le marché anglais vont appuyer le mouvement en faveur de l'annexion aux États-Unis de 1848-1849, débouchant en 1854 sur le Traité de réciprocité canado-américain, qui abolit la taxe américaine de 21 % sur les importations en échange de droits de pêche sur la côte Est.

### 1845 à 1847: l'Amérique face à la famine irlandaise et aux crues de la Loire

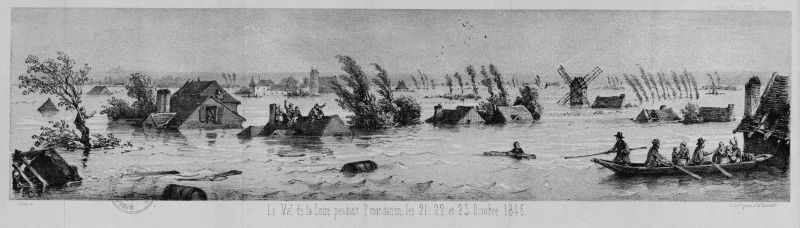
Vue du val de Loire le 22 octobre 1846.

Au printemps 1846 se crée la New-York State Associated Press, réunissant huit quotidiens implantés le long du canal Érié, jusqu'à Buffalo, parmi lesquels aucun de la ville de New York. Ils partagent ainsi les coûts d'un télégraphe en construction, qui amène, via Boston et New York, les nouvelles d'Europe, très suivies dans cette région agricole. Dès septembre 1845, les cultivateurs peuvent lire dans leur American Farmer un pronostic de forte hausse des prix du blé, en raison d'une production britannique déficitaire. La mildiou de la pomme de terre en Irlande est aussi évoquée par le journal, qui cite un European Times arrivé par le dernier paquebot. La grande famine irlandaise vient de démarrer. Dès juin 1846, le premier ministre britannique Robert Peel doit abroger les Corn Laws, lois protectionnistes sur les céréales. Les importations anglaises de blé augmentent très fortement après la fin de ces barrières douanières. Quelques mois plus tôt, le 9 novembre 1845, il a fait acheter discrètement 100 000 livres de maïs américain par la banque Barings. L'idée vient de Randolph Routh, fonctionnaire anglais à Cork. Lors d'un précédent poste au Canada, il s'est intéressé à l'Indian Corn, le « maïs des amérindiens ».
En janvier 1846, Randolph Routh a pris la tête de la commission de lutte contre la famine, à Dublin. Une centaine de comités locaux sont créés dans toute l'Irlande, pour mesurer les besoins, mobiliser un maximum d'importations américaines et les distribuer. L'information circule lentement, car le télégraphe reliant l'Irlande à l'Angleterre ne sera déployé qu'en 1852. Et l'arrivée de l'Indian Corn à Cork, la dernière semaine de janvier 1846, se fait dans la douleur : beaucoup d'irlandais tombent malades en mangeant le « repas jaune », faute de savoir le cuisiner.
Les spéculateurs s'en mêlent. Peu après l'arrivée du paquebot Britannia à Boston, le 7 novembre 1846, les éditorialistes du New York Herald et du New-York Tribune se plaignent d'être privés de nouvelles européennes à cause de la coupure du câble télégraphique menant à New York, par des spéculateurs qui profitent de la détresse de « millions d'européens affamés ». En juin, d'autres coupures avaient coïncidé avec l'arrivée de paquebots européens à Boston. Le président de la Magnetic Telegraph company constate le 16 novembre que Jacob Little, le plus célèbre investisseur de Wall Street, a reçu un télégramme d'Helena Craig, la femme de Daniel H. Craig, un journaliste spécialisé dans la livraison de nouvelles spéculatives, via des pigeons voyageurs s'envolant des navires peu avant leur arrivée au port. Il s'associe à cinq directeurs de journaux de New-York pour créer l'Associated Press. Fin octobre justement, le prix des céréales a bondi de 50 % à Cork, peu après les violentes crues de la Loire, qui les 21, 22 et 23 octobre 1846 ont anéanti la levée de la Loire : à Orléans, l’eau monte de 3,10 m en 14 heures et la levée de Sandillon se rompt sur 400 mètres.
Les crues se répètent en 1847 et 1848 et s'étendent à la Nièvre. Les blés germent, sous l'humidité, à l'été 1847. Le 12 janvier, la Chambre des députés française réduit au minimum, à 35 centimes par 100 kilogrammes, les droits de douane sur les grains et farines importés jusqu'au 31 juillet 1847. Le total des importations alimentaires double, passant 187 à 364 millions de francs en deux ans, celles de céréales quadruplent, à 9 millions de quarts et celles de farine sextuplent, à 0,6 million de quintaux. L'importation de bétail est multipliée par huit, à 216 450 têtes en 1847.
Les cultivateurs américains répondent à cette pénurie par un bond des exportations de maïs : 4,5 millions de boisseaux en moyenne par an sur 1847-1849, trois fois le niveau de 1846.
Le maïs américain est appelé à la rescousse en grandes quantités, même s'il est peu connu en Europe :
| exporations américaines (en millions) : | 1845-1846 | 1846-1847 | 1847-1848 | Surcroît de crise |
| blé (boisseaux)                         | 1,6       | 4,4       | 2         | 2,8               |
| maïs (boisseaux)                        | 1,8       | 16,3      | 5,8       | 14,5              |
| farine (barils)                         | 2,9       | 4,4       | 2,1       | 1,5               |

Les immigrés qui fuient la répression de la révolution de 1848 en Autriche et en Allemagne arrivent à l'ouest du lac Michigan, dans le diocèse du suisse John Martin Henni, où trois colonies ont fusionné en 1845 pour créer la ville de Milwaukee. Elle a son propre marché, dont les exportations de blé décuplent entre 1845 et 1849, à 1,1 million de boisseaux, faisant la fortune de son président Edward D. Holton et d'Angus Smith, investisseurs dans le Milwaukee and Waukesha Railroad. Les villes voisines de Chicago et Milwaukee voient leur population multipliée par dix pendant les années 1840, atteignant 30 000 et 20 000 habitants en 1850. La population du nouvel État du Wisconsin est elle aussi décuplée, avec 305 000 habitants, dont 90 % hors de Milwaukee. La plupart des arrivants sont des cultivateurs de céréales attirés par le percement en 1846-1848 du canal Illinois et Michigan, reliant les Grands Lacs au golfe du Mexique par le Mississippi. La Nouvelle-Orléans restera primordiale pour les céréales jusqu'à la guerre de Sécession, New York répondant à la demande européenne d'urgence en 1846-1848 et 1854-1856. Le « Chicago Portage », au partage des eaux, à l'extrême sud du Lac Michigan, est convoité depuis le siècle précédent. La campagne de l'Illinois le visait déjà lors de la guerre d'Indépendance américaine. Dès l'achat de la Louisiane aux Français en 1803, les États-Unis y avaient installé le Fort Dearborn. Le projet de canal, datant du siècle précédent, avait rencontré trois obstacles : guerre de 1812, puis guerre de Black Hawk contre les Indiens et panique de 1837, qui laissent jusqu'en 1843 la société concessionnaire en quasi-faillite. Le canal permet d'acheminer de quoi bâtir le Galena & Chicago Union Railroad, nœud ferroviaire du futur Illinois Central Railroad.

### Invention du «maïs denté» en 1847
Jusqu'aux années 1830, le maïs était surtout cultivé dans le vieux sud des États-Unis, mais à la fin des années 1840, il représente deux tiers des céréales américaines et cette proportion monte à 70 % à la fin des années 1850. Les arrivants apportent dans l'ouest des variétés de l'est et inventent, parfois involontairement, de nouvelles variétés, comme celle de la famille Reid dans l'Illinois, qui deviendra célèbre, le « maïs denté ».
Le « maïs corné » et « maïs denté » diffèrent par la forme et la texture du grain. Le « corné » possède un albumen vitreux important et un albumen farineux réduit. C'est l'inverse pour le « denté » qui prend la forme d'une incisive, quand l'albumen farineux se rétracte lors de la maturation. Le « corné », ancien et d'origine européenne, sera supplanté par le « denté » puis par les hybrides « corné × denté », qui assureront un grand succès de la culture du maïs dans la seconde partie du XXe siècle en Europe, au nord de la Loire. Dans un premier temps, il accompagne la croissance de la Corn Belt des quatre États du Midwest, l'Iowa, l'Indiana, l'Illinois et l'Ohio puis va peser environ 50 % du maïs produit aux États-Unis.
Parmi ces immigrants, la famille Reid a quitté l'Ohio pour la Frontière sauvage. Daniel Reid avait écrit à son frère Robert d'apporter avec lui des semences de maïs, car l'Illinois n'en avait pas de la variété que la famille avait cultivée avant dans l'Ohio. Robert Reid a donc pris dans son chariot bâché quelques boisseaux de maïs jaune, d'une teinte rouge cuivrée sous la surface des grains, appelé « Gordon Hopkins ». La famille l'avait acquis d'un voisin qui l'avait lui-même amené plus tôt de Virginie. La semence de maïs a été plantée trop tard pour assurer plus qu'un « assez bon développement ». Le meilleur du maïs mûri a été sélectionné pour la prochaine plantation, au printemps de 1847. Les collines n'ayant pas reçu assez de semences ont été binées au cours de cette année, en ajoutant une variété locale, le « Little Yellow corn ». La variété plantée avant s'est alors mélangée avec la nouvelle, créant un type de maïs très vite apprécié. Depuis le printemps de 1847, le nouveau maïs obtenu n'a pas été mélangé avec d'autres variétés par la famille Reid, même si elle l'a par ailleurs offert gratuitement à d'autres cultivateurs. Le fils, James L. Reid commencera à cultiver pour son propre compte cette variété en 1865.

### Californie, grenier à blé du Pacifique, grâce aux clippers

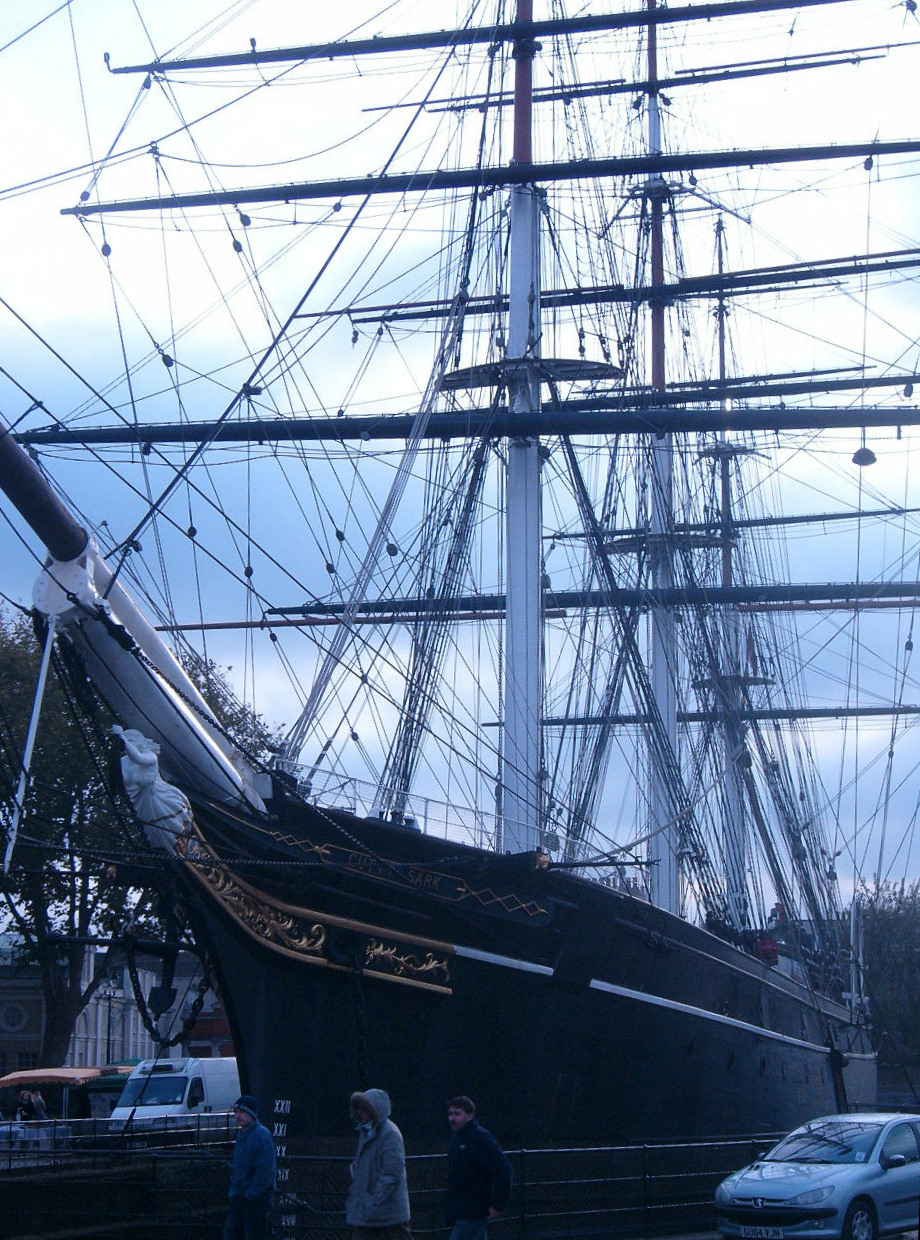
Le Cutty Sark.

Les quotidiens de Californie donnent les prix du blé dès 1852, trois ans après l'ouverture d’une ligne régulière de bateaux à vapeur entre la Côte Est des États-Unis et la Californie par le cap Horn, et la région devient exportatrice deux ans après pour nourrir l'afflux d'immigrants en Australie, où d'autres ruées vers l'or viennent de démarrer : après la ruée vers l'or en Californie, les ruées vers l'or en Australie qui vont absorber deux tiers des exportations de blé californien. Celui-ci trouve aussi des marchés tout le long de la côte chilienne, péruvienne et équatorienne, grâce aux clippers, la dernière génération de voiliers marchands, équipés de structures métalliques, de taille modeste mais très rapides (vitesse de plus de 9 nœuds) et manœuvrables : leur faible tonnage les destinait au transport de denrées coûteuses ou périssables, comme les épices, les céréales ou le thé. Le plus célèbre, le Cutty Sark fut lancé sur les flots le 23 novembre 1869 et utilisé pour le commerce du thé indien puis de la laine en provenance d’Australie, battant un record pour un navire de sa taille : avoir parcouru en 24 h une distance de 360 milles marins (une moyenne de 15 nœuds soit 27,75 km/h). Le premier des clippers à quitter la Californie pour l'Australie, chargé de blé, part en 1855 mais il faut attendre 1860 pour que le flux s'intensifie.
La production de blé en Californie dépasse celle d'avoine en 1860, lorsqu'il ne s'agit plus seulement de nourrir le cheptel, et approche d'une surface de 1 million acres en 1867. L'un des utilisateurs est Isaac Friedlander, négociant international et industriel meunier, connu comme « le roi du blé » de Californie, dont les navires contournent le Cap Horn pour faire le voyage vers Angleterre en 100 jours seulement, en 1866 et 1867, suppléant aux récoltes décevantes du Midwest. Le câble télégraphique transatlantique de 1866 permet de coordonner les clippers disponibles pour expédier la récolte en temps opportun. Isaac Friedlander fait appel à William Dresbach pour le seconder à Davisville, dans la vallée intérieure de la Californie, où le chemin de fer arrive en 1868.
La surface cultivée en blé culminera en 1888 à 3 millions d'acres, aussi bien dans la vallée de Sacramento au nord que dans la Vallée de San Joaquin au sud, avec des exploitations approchant pour certaines une surface de 1 million acres, et une production totale de 42 millions de boisseaux, qui fait de la Californie la seconde région la plus productive en céréales des États-Unis. La surface plantée en blé en Californie diminue aussi vite qu'elle avait augmenté. En 1913, elle n'est plus que de 38 millions d'acres.